# Flughafen Almaty-Boraldai

i7
i11
i13
Der Flughafen Almaty-Boraldai (kasachisch Боралдай әуежайы, russisch Аэропорт Боралдай; ehemals Flughafen Almaty-Burundai, IATA-Code: BXJ, ICAO-Code: UAAR) ist ein kleiner Flughafen nordwestlich der kasachischen Großstadt Almaty.
Der Flughafen verfügt über eine Start- und Landebahn sowie über ein Terminal. Er ist das Luftfahrt-Drehkreuz für die kasachische Fluggesellschaft Burundaiavia. Er wird zudem von der kasachischen Luftwaffe, den Grenztruppen, dem Katastrophenschutzministerium und dem Innenministerium von Kasachstan genutzt.